# Palazzo Freri Cappellazzi
Il palazzo Freri Cappellazzi, già Clavelli, Benvenuti, è una dimora storica di Crema.

## Storia
L'attuale dimora ha sostituito nel XIX secolo un precedente stabile del XV secolo appartenente in tempi antichi alla famiglia Clavelli, del cosiddetto ramo di Giovanni.
Nel 1595 vi abitava Flavio Clavelli che testò il 5 ottobre 1614 (notaio Nicolò Patrini) disponendo la dimora e i beni in fidecommesso perpetuo; tuttavia qualora la famiglia si fosse estinta l'eredità sarebbe dovuta andare all'Ospedale degli Infermi.
Alla sua scomparsa il palazzo andò ai fratelli Matteo, Ascanio e Camillo e ai nipoti Scipione e Giovan Battista.
Nel 1631 vi abitava il nipote Scipione, nel 1647 Matteo, figlio del cugino di secondo grado di Scipione a cui successe il figlio Giulio Cesare deceduto nel 1735 all'età di 93 anni, ragguardevole per l'epoca. I figli di Giulio Cesare furono Eleonora, deceduta qui nubile all'età di 74 anni, e il diacono conte Curzio Alessandro, deceduto nel 1785. Si stabilirono così le condizioni per le quali tutti i beni e l'abitazione furono ereditati dall'Ospedale degli Infermi.
L'ente vendette il palazzo a Giovan Battista Guarini che risultava abitarvi nel 1815 e quindi pervenne al conte Livio Benvenuti che ritenendo la costruzione fatiscente ne dispose l'abbattimento e la totale ricostruzione negli anni quaranta del XIX secolo su progetto dell'architetto Giovanni Massari.
Il Benvenuti morì all'età di 51 anni nel 1847: due anni dopo gli eredi vendettero il palazzo ad Antonio Freri. Di seguito l'abitazione fu acquistata dai Cappellazzi, un famiglia benestante originaria di Monte Cremasco e stabilitasi a Crema nel XVIII secolo.
Negli anni sessanta del XX secolo il retrostante cortile con giardino fu parzialmente occupato da una palazzina di due piani che secondo l'architetto Paolo Monaci risulta in contrasto con le tipologie tipiche del nucleo storico.

## Caratteristiche
L'edificio si presenta con una facciata lineare sviluppata su tre piani.
Al centro in posizione centrale si colloca il portale con cornice a diamanti in marmo a bianco sovrastato da un balcone con ringhiera in ferro battuto.
Le finestre del primo piano si distinguono per la forma arcuata e sono provviste di inferriate. Semplici quelle degli altri piani.
L'elemento più interessante della facciata interna è il portico a tre luci con colonne in marmo bianco e capitello di ordine ionico; il soffitto è a cassettoni.